# 帕洛
帕洛（法語：Palleau，法語發音：[palo]）是法国索恩-卢瓦尔省的一个市镇，属于索恩河畔沙隆区。

## 地理
帕洛（46°57'23"N, 5°1'48"E）面积10.68 平方千米，位于法国勃艮第-弗朗什-孔泰大區索恩-卢瓦尔省，该省份为法国中部省份，北起顺时针与科多尔省、汝拉省、安省、罗讷省、卢瓦尔省、阿列省和涅夫勒省接壤。
与帕洛接壤的市镇（或旧市镇、城区）包括：科尔让古、舍维尼昂瓦利耶尔、希夫尔、拉贝热芒莱瑟尔、索恩河畔布拉尼、埃屈埃勒。

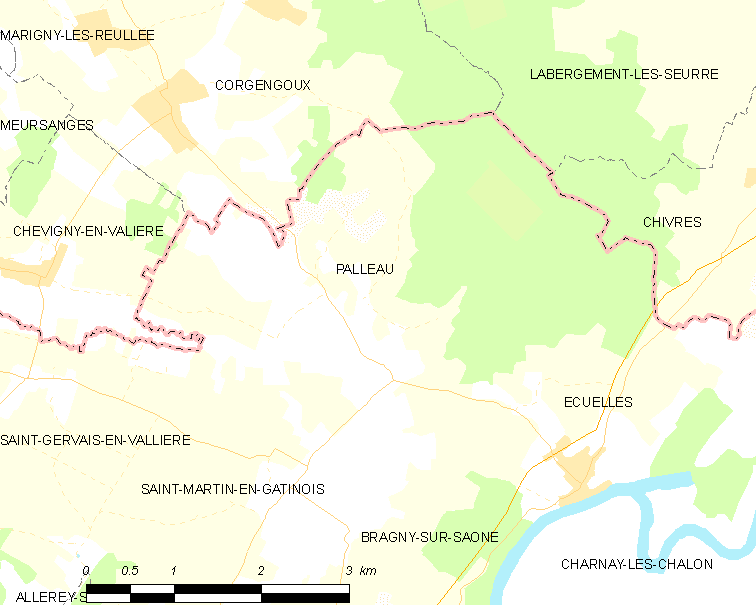
帕洛的OSM定位图

帕洛的时区为UTC+01:00、UTC+02:00（夏令时）。

## 行政
帕洛的邮政编码为71350，INSEE市镇编码为71341。

## 政治
帕洛所属的省级选区为热尔日县。

## 人口

1962-2008年间帕洛人口变化图示

帕洛于2022年1月1日时的人口数量为254人。